# Cupolă pătrată giroalungită
În geometrie cupola pătrată giroalungită este un poliedru convex construit prin alungirea unei cupole pătrate (J4) prin atașarea unei antiprisme octogonale (în loc de o prismă octogonală, ca la poliedrul J19) la baza acesteia, ceea ce se reflectă în denumire prin prefixul „giro”. Este poliedrul Johnson J23. Având 26 de fețe, este un icosihexaedru.
Cupola pătrată giroalungită poate fi văzută și ca o bicupolă pătrată giroalungită (J45) cu o cupolă pătrată îndepărtată. Ca la toate cupolele, poligonul bazei are de două ori mai multe laturi decât cel din partea de sus (în acest caz, poligonul de jos este un octogon, iar cel de sus este un pătrat).

## Mărimi asociate
Următoarele formule pentru arie A și volum V sunt stabilite pentru lungimea laturilor tuturor poligoanelor (care sunt regulate) a:
{\displaystyle A=(7+2{\sqrt {2}}+5{\sqrt {3}})\,a^{2}\approx 18,488681\,a^{2}.}
Volumul se calculează pe baza rădăcinii polinomului

{\displaystyle 6561x^{8}-52488x^{7}+113724x^{6}-9720x^{5}-1616922x^{4}+396360x^{3}+1537020x^{2}-178632x-3391}

din vecinătatea punctului {\displaystyle x=6,210766}, adică
{\displaystyle V=x\,a^{3}\approx 6,210766\,a^{3}.}

## Poliedru dual
Dualul cupolei pătrate giroalungite are 20 de fețe: 8 romboizi, 4 romburi și 8 pentagoane:
| Dualul cupolei pătrate giroalungite | Desfășurata dualului |
| ----------------------------------- | -------------------- |
|                                     |                      |